# Hans Bohrmann
Hans Bohrmann (* 26. September 1940 in Berlin) ist ein deutscher Publizistikwissenschaftler.

## Leben und Wirken
Hans Bohrmann legte 1959 am Friedrich-Ebert-Gymnasium in Berlin-Wilmersdorf die Abiturprüfung ab. Anschließend studierte er an der Freien Universität Berlin Publizistik, Soziologie, Geschichte, Philosophie, Psychologie und Religionswissenschaft und arbeitete von 1963 bis 1965 als wissenschaftlicher Mitarbeiter am Institut für Publizistik der Freien Universität. 1967 erfolgte die Promotion bei Fritz Eberhard. Bis 1972 war er an diesem Institut wissenschaftlicher Assistent bzw. Assistenzprofessor. 1972 wurde er Akademischer Rat bzw. Oberrat am Institut für Publizistik der Universität Münster. 1977 wurde Bohrmann Direktor des Instituts für Zeitungsforschung der Universität Dortmund; dieses Amt hatte er bis 2003 inne. Von 1993 bis 2005 war er außerdem stellvertretender Direktor des Erich-Brost-Instituts für Journalismus in Dortmund. Von 1978 bis 2017 leitete er als Geschäftsführer das 1965 gegründete Mikrofilmarchiv der deutschsprachigen Presse e.V. in Dortmund. 1992 ernannte ihn die Universität Dortmund zum Honorarprofessor.

## Schriften (Auswahl)
- (als Hrsg. mit Jörg Auermann und Sülzer): Gesellschaftliche Kommunikation und Information. Forschungsrichtungen und Problemstellungen. Ein Arbeitsbuch zur Massenkommunikation. Athenäum-Verlag, Frankfurt/M. 1973, ISBN 3-7610-5857-8.
- (zus. mit Peter Schneider): Zeitschriftenforschung. Ein wissenschaftsgeschichtlicher Versuch (= Schriftenreihe zur Publizistikwissenschaft, Bd. 9). Spiess, Berlin 1975, ISBN 3-920889-27-4.
- Strukturwandel der deutschen Studentenpresse. Studentenpolitik und Studentenzeitschriften 1848–1974 (= Kommunikation und Politik, Bd. 4). Verlag Dokumentation, München 1975, ISBN 3-7940-4020-1 (= Dissertation Freie Universität Berlin).
- (als Hrsg.): Politische Plakate. 3. Aufl. Harenberg, Dortmund 1987, ISBN 3-88379-435-X.
- (zus. mit Wilbert Ubbens): Kommunikationsforschung. Eine kommentierte Auswahlbibliographie der deutschsprachigen Untersuchungen zur Massenkommunikation 1945 bis 1980 (= Schriftenreihe der Deutschen Gesellschaft für COMNET, Bd. 3). Universitätsverlag, Konstanz 1984, ISBN 3-87940-219-1.
- (als Hrsg.): Handbuch der Pressearchive. Saur, München 1984, ISBN 3-598-10361-1.
- (als Hrsg.): NS-Presseanweisungen der Vorkriegszeit. Edition und Dokumentation. Saur, München 1984, ISBN 3-598-10551-7.
- (als Hrsg.): Ludwig Wronkow. Berlin – New York. Journalist und Karikaturist bei Mosse und beim „Aufbau“. Eine illustrierte Lebensgeschichte (= Dortmunder Beiträge zur Zeitungsforschung, Bd. 46). Saur, München 1989, ISBN 3-598-21303-4.
- (zus. mit Jost Schilgen): Das alte Berlin heute. Eine Spurensuche. Harenberg, Dortmund 1992, ISBN 3-88379-644-1.
- (als Mithrsg.): Zeitungswörterbuch. Sachwörterbuch für den bibliothekarischen Umgang mit Zeitungen. Deutsches Bibliotheksinstitut, Berlin 1994, ISBN 3-87068-463-1.
- (als Hrsg.): Zeitungen verzeichnen und nutzen. Aktuelle Ansätze und Unternehmungen zur bibliographischen und archivalischen Beschreibung und Nutzung deutschsprachiger Zeitungen (= Informationsmittel für Bibliotheken, Beiheft, Bd. 7). Deutsches Bibliotheksinstitut, Berlin 1998, ISBN 3-87068-547-6.
- (als Hrsg.): Wahlen und Politikvermittlung durch Massenmedien. Westdeutscher Verlag, Wiesbaden 2000, ISBN 978-3-531-13304-1.
- (als Hrsg.): Media industry, journalism culture and communication policies in Europe. Von Halem, Köln 2007, ISBN 978-3-938258-17-0.
- (als Mitautor): Krise der Printmedien. Eine Krise des Journalismus? De Gruyter/Saur, Berlin 2010, ISBN 978-3-11-023107-6.

Festschriften
- Otfried Jarren (Hrsg.): Zeitung. Medium mit Vergangenheit und Zukunft. Eine Bestandsaufnahme; Festschrift aus Anlaß des 60. Geburtstages von Hans Bohrmann. Saur, München 2000, ISBN 3-598-11455-9 (mit Bibliographie).
- Matthias John (Hrsg.): Zeitungsdruckereien in Mittelsachsen und im Muldental. Arbeiter, Arbeitsalltag und -bedingungen. Mit einem Anhang: Die aus dem Jahre 1942 stammende Fotodokumentation der Grimmaer Druckerei Bode; gewidmet Hans Bohrmann zum 70. Geburtstag am 26.9.2010 (= Leipziger Beiträge zur Pressegeschichte, Bd. 1). Trafo Wissenschaftsverlag, Berlin 2010, ISBN 978-3-89626-845-7.